# Vicepolitidirektør
Vicepolitidirektør er stillingsbetegnelsen for den næsthøjeste chef i en dansk politikreds.
En vicepolitidirektør af stedfortræder for politidirektøren.
Vicepolitidirektør rangeringen er blevet afskaffet, det vil sige at den ikke længere er i brug.